# Steven Stayner
Pour les articles homonymes, voir Stayner.
Steven Gregory Stayner, né le 18 avril 1965 à Merced et mort d'un accident de moto dans cette même ville le 16 septembre 1989, est un Américain connu pour avoir été victime d'un enlèvement. Il est également le frère du tueur en série Cary Stayner.

## Biographie
Stayner est enlevé à Merced à l'âge de sept ans par le pédophile Kenneth Parnell et un complice. Il parvient à s'échapper à l'âge de quatorze ans en aidant également une autre victime, Timothy White.

### Famille
Steven Gregory Stayner est le troisième des cinq enfants de Delbert et Kay Stayner, habitant à Merced en Californie. Il a trois sœurs et un frère aîné, Cary. En 2002, Cary est condamné à la peine de mort pour l'assassinat en 1999 de quatre femmes.

### Enlèvement
L'après-midi du 4 décembre 1972, le jeune Steven Stayner, 7 ans, est approché sur le chemin du retour de l'école par un homme nommé Ervin Edward Murphy, connaissance du violeur d'enfants Kenneth Parnell et collègue de travail au Yosemite National Park. Murphy est décrit par ceux qui le connaissent comme un homme plutôt simple d'esprit et naïf et est alors convaincu par Parnell, de recruter un jeune garçon pour « être élevé de manière religieuse », car Murphy fait partie d'une paroisse protestante fervente. Sur la recommandation de Parnell, Murphy distribue ce jour-là des tracts évangéliques aux enfants de retour de l'école, et, ayant remarqué Steven Stayner, se présente comme membre d'un temple local quêtant et lui pose la question de savoir si sa mère pourrait donner quelque chose. Lorsque l'enfant lui répond que sa mère pourrait certainement faire un don, il lui demande son adresse et lui propose de l'accompagner au domicile familial. Le jeune garçon accepte. C'est alors qu'apparaît la Buick blanche conduite par Parnell et l'enfant s'engouffre en confiance dans la voiture avec Murphy. Parnell au lieu de ramener Steven chez ses parents le conduit dans son propre bungalow de Catheys Valley. L'enfant ne sait pas que le bungalow de Parnell se trouve à quelques centaines de mètres de la maison de son grand-père maternel.
Parnell abuse du petit garçon dès la première soirée au bungalow. Il commence à le violer treize jours plus tard, le 7 décembre 1972 Après que l'enfant supplie Parnell, à de nombreuses reprises cette première semaine, de le ramener chez ses parents, le criminel lui déclare qu'il a reçu la garde légale de l'enfant parce que ses parents n'avaient plus les moyens de l'entretenir et qu'ils ne voulaient plus de lui.
Parnell inscrit tout de même l'enfant dans différentes écoles au fil des années sous le nom de Dennis Gregory Parnell, gardant son deuxième prénom et sa vraie date de naissance. Parnell se fait passer pour son père et les deux déménagent fréquemment dans différents endroits de Californie, comme Santa Rosa et Comptche. Parnell permet à Steven Stayner de boire de l'alcool à un jeune âge et le laisse plutôt libre de ses allées et venues comme il le veut. Parnell de son côté change fréquemment de petits métiers et parfois doit voyager, laissant Steven seul. Devenu adulte, Stayner s'est souvent demandé pourquoi il n'avait pas pris la fuite à cette époque, mais qu'il y renonçait par manque d'aide.
L'une des peu de choses positives dans la cohabitation forcée de Steven Stayner et de son ravisseur est le chien (un terrier de Manchester du nom de Queenie) que Parnell lui avait offert et qu'il avait reçu de sa propre mère qui ignorait totalement l'existence de Steven.
Pendant une période de dix-huit mois, une femme du nom de Barbara Mathias est venue vivre avec Parnell et le jeune Stayner. D'après ce dernier, cette femme participa avec Parnell à neuf reprises à des viols commis sur l'enfant lorsqu'il avait neuf ans. En 1975, cette femme, poussée par Parnell, tenta d'attirer dans la voiture du criminel un autre jeune garçon condisciple de Steven au Santa Rosa Boys' Club. Mais cette tentative n'aboutit pas. Plus tard, Barbara Mathias déclara qu'elle ignorait totalement que Steven avait en fait été enlevé.

### Fuite
Lorsque Steven Stayner commence à entrer dans sa puberté, Parnell se détache sexuellement de l'adolescent et cherche une nouvelle proie. Il utilise l'adolescent à plusieurs reprises pour attirer de jeunes garçons, mais heureusement ne parvient pas à ses fins. Il commence à douter de la complicité de Steven Stayner qui avouera plus tard avoir intentionnellement saboté plusieurs tentatives d'enlèvement. Le 4 février 1980, Parnell et un ami adolescent de Steven du nom de Randall Sean Poorman kidnappent un garçonnet de 5 ans, Timmy White, à Ukiah. Motivé en partie par la détresse de l'enfant, Steven Stayner, 14 ans, décide de le rendre à ses parents.
Le 1er mars 1980, alors que Parnell est dehors pour son travail de gardien de nuit, Steven Stayner part de la maison avec le petit Timothy White et fait de l'autostop jusqu'au centre-ville d'Ukiah. L'enfant n'est pas capable de localiser la maison parentale, et donc Steven Stayner emmène l'enfant devant le commissariat pour de l'aide et s'éloigne. Les policiers s'emparent tout de même rapidement de lui et il leur révèle son histoire et sa véritable identité.

### Libération et mort
Après être retourné vivre dans sa famille, Steven Stayner éprouva de grandes difficultés à s'adapter dans son nouveau cadre de vie plus structuré, parce que chez Parnell il avait la permission de boire et de fumer tant qu'il voulait et de vivre sans véritable cadre moral. Dans un entretien pour Newsweek peu de temps après sa libération, Steven Stayner déclara : « je suis revenu en étant presque adulte et mes parents persistaient à me considérer comme leur garçon de sept ans. Ensuite, ils ont cessé de me transmettre les principes fondamentaux et cela s'est mieux passé entre nous. Mais pourquoi mon père ne me serrait-il jamais plus dans les bras ? (...). Tout avait changé. Quelquefois je m'en voulais. Parfois, je ne savais plus si j'avais bien fait de revenir. Me serais-je mieux senti si je n'étais pas revenu? »
Steven Stayner bénéficia brièvement d'un suivi psychologique, mais ne chercha pas à se faire suivre plus en profondeur. Il refusa aussi de révéler les détails des abus sexuels et psychologiques qu'il avait subis de la part de Parnell. Sa sœur déclara dans une interview de 2007 que son frère n'avait pas cherché à se faire suivre par des thérapeutes parce que  leur père n'en voyait pas l'utilité. Elle ajouta qu'« il [Steven] continua sa vie tant bien que mal, mais [qu']il était tout de même sérieusement perturbé. » Il a subi des brimades de la part de ses camarades de classe et a fini par quitter l'école, puis à boire de plus en plus, si bien que ses parents l'ont mis à la porte. Ses relations avec son père ont toujours été tendues.
En 1985, Steven Stayner, âgé de 19 ans, se maria avec une jeune fille de 17 ans, Jody Edmondson, avec qui il eut deux enfants: une fille, Ashley, et un fils, Steven Junior. Il collaborait avec des groupes de paroles concernant les enlèvements d'enfants, prenait la parole sur la sécurité personnelle des enfants et donnait des interviews à propos de ses années d'enlèvement. Dans les derniers moments de sa vie, il se convertit au Mormonisme. À l'époque de son accident fatal, Steven Stayner demeurait à Merced où il travaillait dans une pizzeria,.
Alors qu'il revenait du travail le 16 septembre 1989, sa moto entra en collision avec une automobile dont le conducteur prit la fuite, mais fut retrouvé grâce à des témoins. Atteint d'une fracture du crâne, il mourut à l'âge de vingt-quatre ans,,. Cinq cents personnes assistèrent à ses funérailles dont le jeune Timothy White, 14 ans, qui compta parmi les porteurs du cercueil,.

## Arrestation et condamnation de Parnell
Parnell est arrêté à l'aube du 2 mars 1980, sur accusation d'enlèvement des deux garçons. Ils  découvrent dans le passé de Parnell qu'il avait été inculpé en 1951 pour une affaire de sodomie. Les deux garçons sont rendus à leurs familles ce même jour.
En 1981, Parnell est jugé et condamné pour enlèvement des deux garçons dans deux procès séparés. Il est condamné à sept ans de prison et mis en liberté conditionnelle au bout de cinq ans,.
Parnell ne fut pas inculpé pour les nombreuses agressions sexuelles sur Steven Stayner et d'autres garçons car la plupart furent commises en dehors de la juridiction du comté de Merced et les procureurs du comté de Mendocino refusèrent de statuer.[réf. nécessaire]
Murphy et Poorman furent condamnés à des peines moins lourdes, les deux arguant du fait qu'ils ignoraient les viols commis sur Steven Stayner, quant à Barbara Mathias, elle ne fut jamais inquiétée. Steven Stayner fit mention de la gentillesse d'« Oncle » Murphy à son égard la première semaine de captivité lorsqu'ils se trouvèrent sous l'influence manipulatrice de Parnell et Steven considérait également Murphy comme une victime.
L'affaire de l'enlèvement de Stayner obligea la Californie à changer ses lois trop clémentes dans des cas similaires d'enlèvement.

## Suites
Son histoire a inspiré un téléfilm, On m'appelait Steven (en) (1989), ainsi qu'un livre du même nom de l'auteur Mike Echols (en). Une fondation nommée Steven Stayner Foundation a vu le jour.
En 2022, Hulu produit une mini série documentaire, Captive Audience: A Real American Horror Story (en), relatant l'histoire de Steven et de son frère Cary. Elle est disponible sur Disney+.

## Hommages
- Une statue est érigée en hommage à Steven Stayner (1965-1989) et Timothy White (1974-2010) le 28 août 2010, au parc Applegate de Merced[32].
- Les habitants d'Ukiah font aussi ériger une statue de Steven et Timothy représentés fuyant main dans la main.